# Câmara dos Deputados do Paraguai
A Câmara dos Deputados do Paraguai (Cámara de Diputados) é a câmara baixa da legislatura bicameral do Paraguai, o Congresso Nacional. Ela é composta de 80 membros, eleitos para um mandato de cinco anos por representação proporcional. A outra câmara do Congresso Nacional (Congreso Nacional) é o Senado (Cámara de Senadores).